# Rio Carapanatuba
O Rio Carapanatuba é um rio brasileiro que banha o estado do Amapá. O rio é mais famoso por ter sido definido como o limite (ou a fronteira) entre o Brasil e a Guiana Francesa pelo Tratado de Madri, em 1801.